# オフィスウォーカー
株式会社オフィスウォーカー（OFFICE WALKER）は、東京都港区に所在する芸能事務所。
1989年、松崎しげるとマネージャーの大谷勝巳が、前所属事務所から独立して設立。2013年、代表取締役社長をスタッフの「岡本伸章」に引き継ぐ。
マネージメントの関連会社として、FamEntertainment(株)、(株)SL-Company、㈲OFFICE-HANGON、音楽レーベル「ロックチッパーレコード」、「ブロウグロウ」などグループ会社も展開している。

## 主な所属タレント
- 松崎しげる
- 大橋純子
- 姿月あさと
- 新田恵利
- 守永真彩（白石まるみの実娘）
- 真矢
- 伊藤美裕
- 竜馬四重奏
- 中孝介
- 園田涼（ソノダオーケストラ）
- 中村葵
- 松谷優輝
- 寺下真理子
- 703号室
- SuG（系列会社FamEntertainment（株）所属）※2017年解散
- CHIYU（系列会社FamEntertainment（株）所属）
- LE VELVETS（（株）SL-Company所属）
- UsukeDevil（（株）Deep End所属）
- 鳥尾匠海
- かのうみゆ

清華 女優

## 過去に所属していたタレント・アーティスト
- 奈美悦子
- 斉藤りさ（第一線から退き、没した夫の後を継いで事務所運営に専念）
- 山本昌之
- レオン
- 兵頭希梨（越野希梨より改名）
- 松尾美紀
- CIRCADIAN RHYTHM（サーカディアン・リズム）
- 川合千春
- 香取佑奈
- 崎谷健次郎、2006年～2008年に客分として在籍。マネージメント・事務を代行していた
- 日浦孝則
- ヨシケン（吉井賢太郎）
- ラブコメディー
- 片山右京
- 辻よしなり
- 青柳尊哉
- あさなぎりん（朝凪鈴より改名）
- 彩田真鈴
- ARISA
- 金宮美司（プロゴルファー）
- 鴨川 (バンド)
- 松本若菜
- 白石まるみ
- ヒューマンロスト
- 相笠萌（元AKB48）

清華 女優